# 룩셈부르크
룩셈부르크 대공국(룩셈부르크어: Groussherzogtum Lëtzebuerg 그러우스헤흐초흐툼 러처부어시, IPA: [ˈɡʀəʊ̯shɛχt͡soːχtum ˈlət͡səbuəɕ], 독일어: Großherzogtum Luxemburg 그로스헤어초크툼 룩셈부르크[*], 프랑스어: Grand-Duché de Luxembourg 그랑뒤셰 드 뤽상부르[*]), 약칭 룩셈부르크(룩셈부르크어: Lëtzebuerg 러처부어시, 독일어: Luxemburg 룩셈부르크[*], 프랑스어: Luxembourg 뤽상부르[*], 문화어: 룩셈부르그)는 서유럽에 위치한 대공국이다. 수도는 룩셈부르크이다. 룩셈부르크는 세계에서 국민 소득이 높은 나라 중 하나다. 세계 최대의 철강 업체 아르셀로미탈의 본사가 룩셈부르크에 있다. 공용어는 룩셈부르크어, 프랑스어, 독일어이다.
유럽 연합, 경제협력개발기구, 유엔, 북대서양 조약 기구, 베네룩스 경제 연합의 창립 회원국이며, 수도 룩셈부르크에는 유럽 연합의 여러 기관이 위치하고 있다. 2013년에 역사상 처음으로 유엔 안전 보장 이사회 이사국으로 선출되어, 2014년에 임기를 마쳤다. 2016년 기준 룩셈부르크 여권 소지자가 무비자 혹은 도착비자로 여행할 수 있는 국가는 187개국이며, 이는 전세계 15위에 해당한다.

## 역사
- 963년 아르덴 백작 지크프리트가 룩셈부르크의 고성을 거점으로 삼아 이 지역의 지배를 시작한다.
- 1060년경 지크프리트의 증손인 콘라트가 처음으로 룩셈부르크 백작을 칭한다.
- 콘라트의 증손인 에르메진데의 시절에는 영토는 3배로 팽창해 왈롱 지방도 병합된다.
- 1308년 에르메진데의 증손인 하인리히 7세가 신성로마 황제로 추대된다.
- 1354년 하인리히 7세의 손자인 황제 카를 4세가 룩셈부르크를 공국으로 승격시킨다.
- 1443년 부르고뉴 공국의 필리프 2세가 룩셈부르크를 구매하다.
- 1477년 샤를 7세의 후계자 마리가 후의 막시밀리안 1세와 결혼하는 것으로, 룩셈부르크는 합스부르크가에 넘어간다.
- 1556년 에스파냐 합스부르크가의 영지가 된다.
- 1659년 피레네 조약에 의해 남부지역이 프랑스에 할양된다.
- 1684년 프랑스에 병합된다.
- 1697년 라이스바이크 조약에 의해 에스파냐에 반환된다.
- 1714년 라슈타트·바덴 조약에 의해 오스트리아령이 된다.
- 1794년 프랑스의 지배하에 들어간다.
- 1815년 빈 회의에 의해 대공국으로 승격되었으며, 네덜란드 국왕이 대공 작위를 겸했다.
- 1839년 런던 회의에 의해 서쪽 영토 절반을 벨기에에 할양하다.
- 1842년 프로이센 주도의 관세동맹에 가입하다.
- 1867년 런던 조약으로 프로이센군이 철수하고 독립과 중립이 보장되다.
- 1890년 대공을 겸한 네덜란드 국왕 빌렘 3세의 죽음에 의해 나사우-바일부르크가의 아돌프가 대공이 되고 동군연합은 해소된다.

## 정치
- 정치 형태 : 입헌 군주제
- 대공 : 앙리
- 총리 : 뤼크 프리덴
- 헌법 : 1868년 10월 제정
- 의회 : 단원제, 정원 60명, 임기 5년
- 주요정당 : 기독사회인민당(CSV = Chrëschtlech Sozial Vollekspartei), 민주당(DP = Demokratesch Partei), 룩셈부르크 사회주의 노동자당(LSAP = Lëtzebuergesch Sozialistesch Arbechterpartei), 민주주의 및 공평한 연금을 위한 행동위원회(ADR = Aktiounskomitee fir Demokratie a Rentegerechtegkeet), 녹색당(Déi Gréng), 룩셈부르크 공산당(KPL).

## 지리
독일, 프랑스, 벨기에 사이에 있는 내륙국으로, 독일과 프랑스의 완충국으로서의 의미도 지녔다.

### 행정 구역
수도는 룩셈부르크이다. 룩셈부르크는 3개 구와 12개 주, 116개 지방 자치체로 구성되어 있다.

### 행정 구역 목록
다음은 룩셈부르크의 행정 구역 목록이다.
- 디키르히 구
  - 클레르보 주 (Clervaux)
  - 디키르히 주 (Diekirch)
  - 레당주 주 (Redange)
  - 비앙덴 주 (Vianden)
  - 빌츠 주 (Wiltz)
- 그레벤마허 구
  - 에히터나흐 주 (Echternach)
  - 그레벤마허 주 (Grevenmacher)
  - 레미히 주 (Remich)
- 룩셈부르크 구
  - 카펠렌 주 (Capellen)
  - 에슈쉬르알제트 주 (Esch-sur-Alzette)
  - 룩셈부르크 주 (Luxembourg)
  - 메르슈 주 (Mersch)

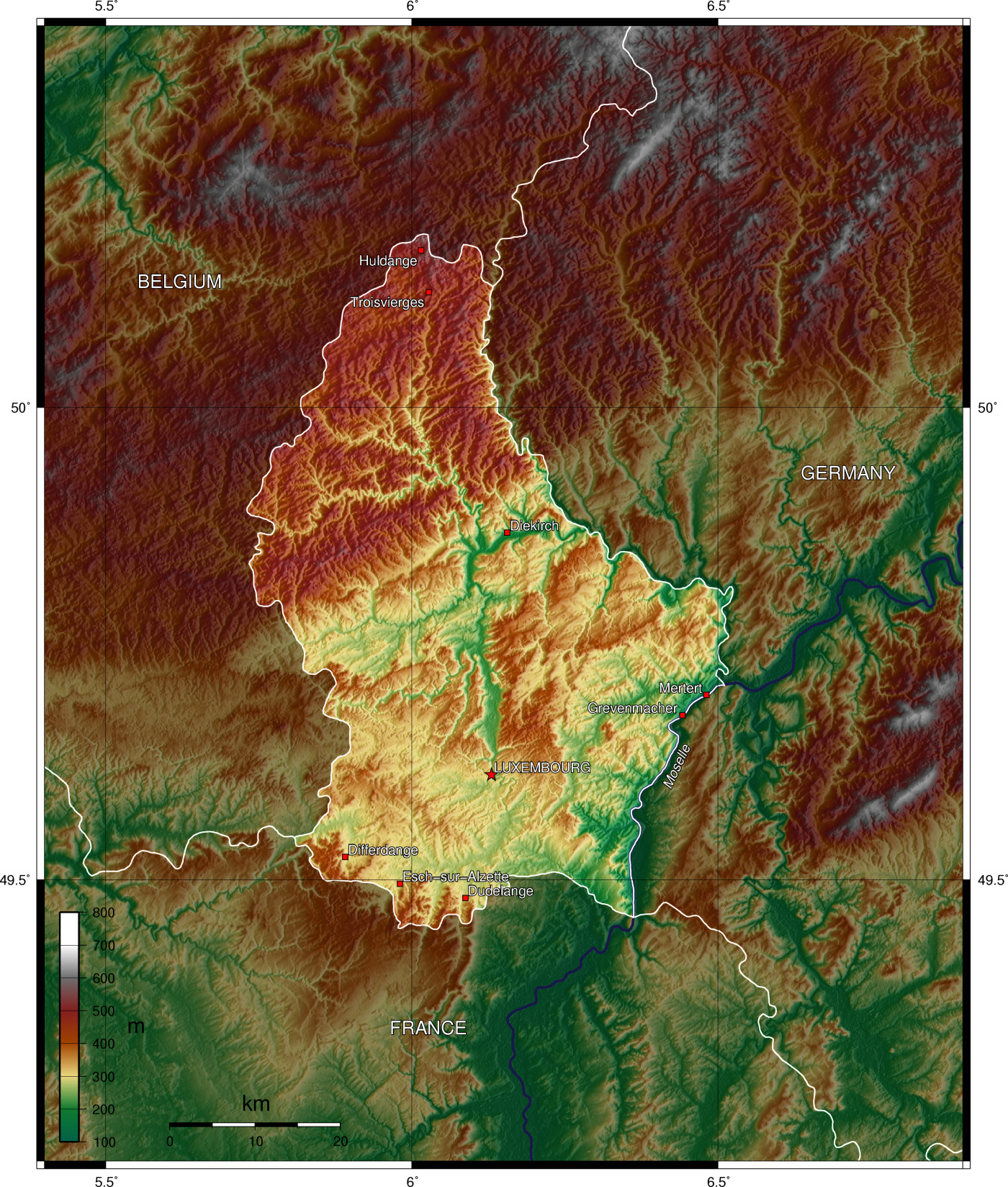
룩셈부르크의 지형도
룩셈부르크의 구
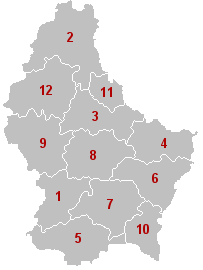
룩셈부르크의 주

## 경제

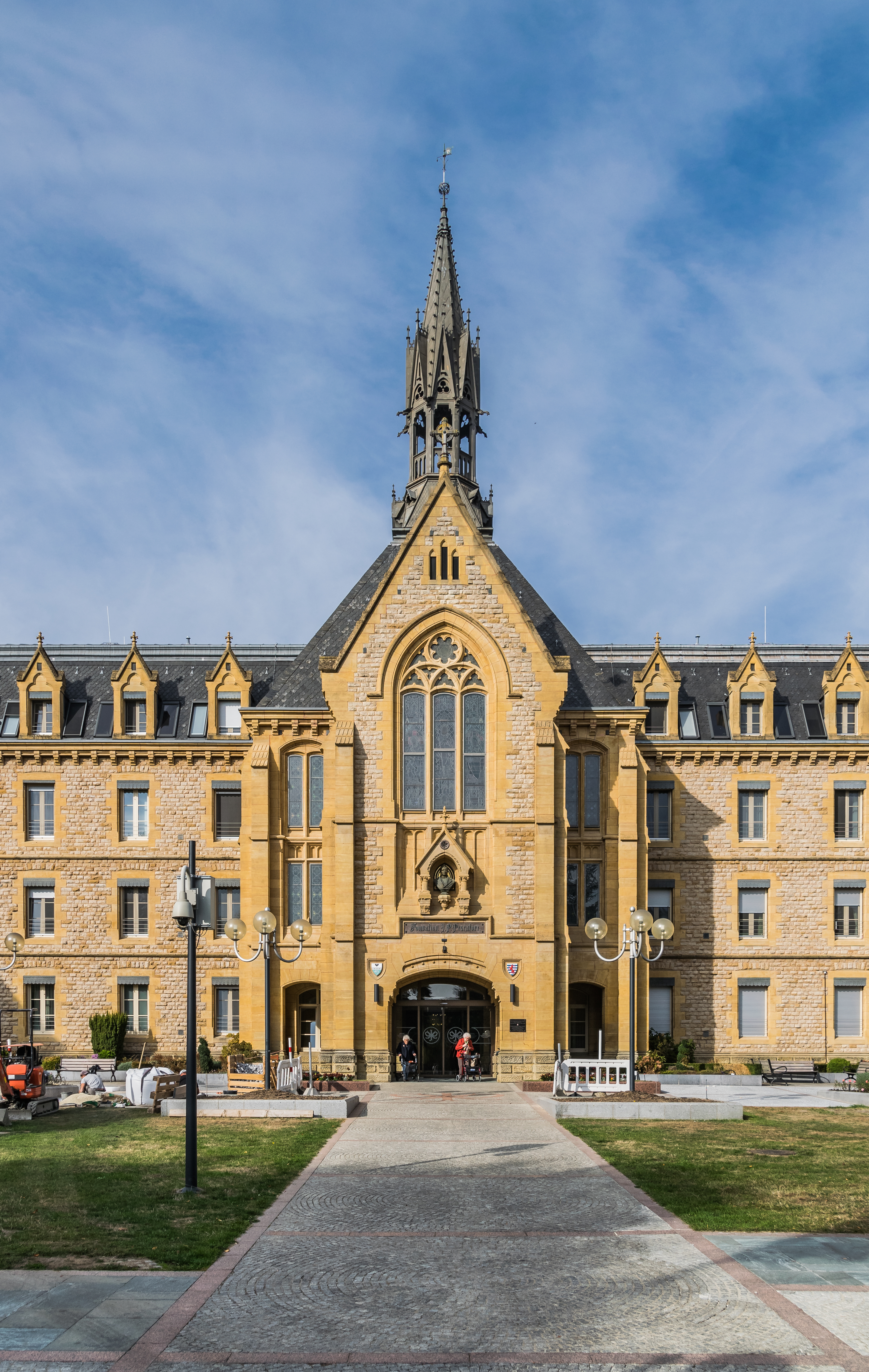

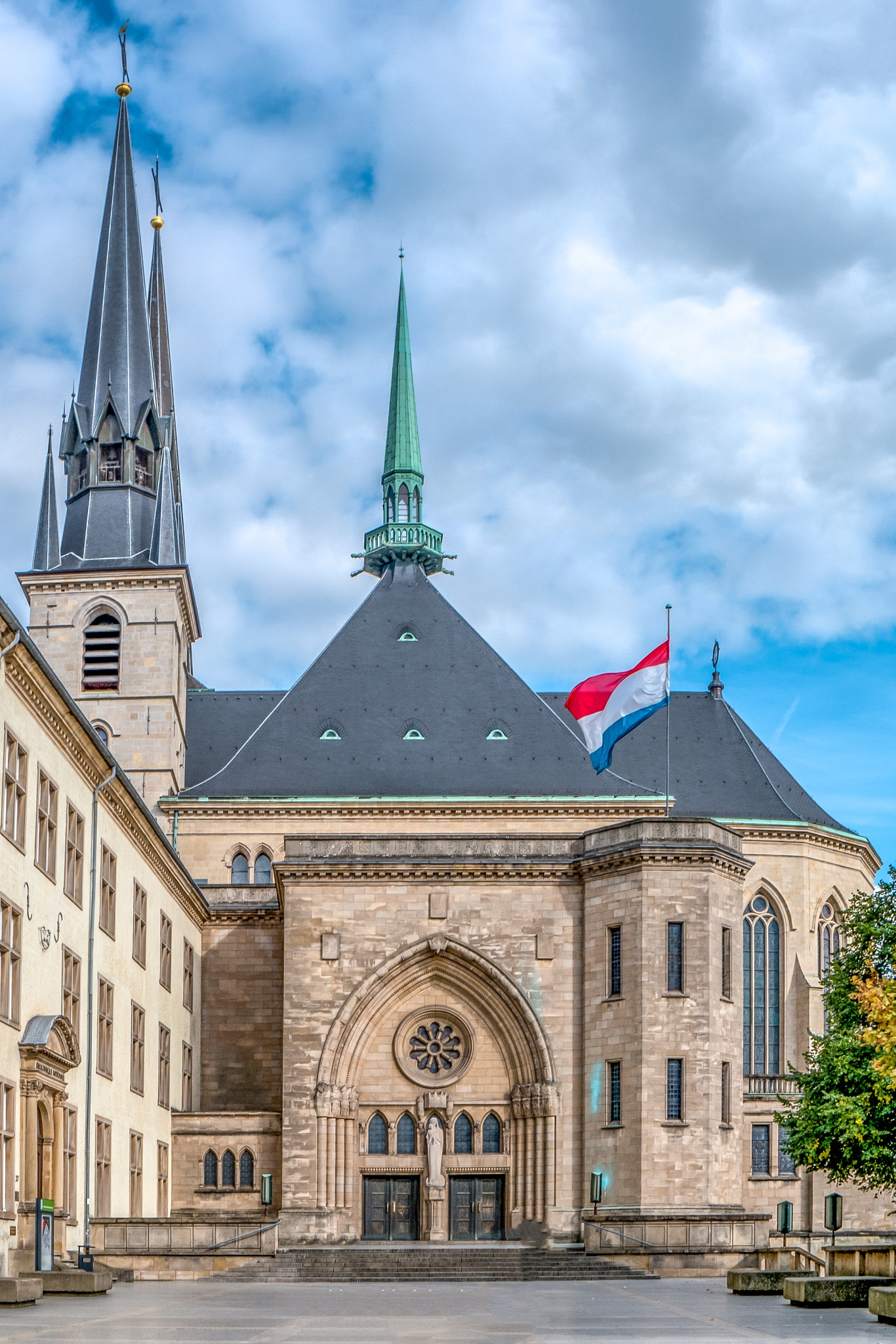
룩셈부르크의 교회

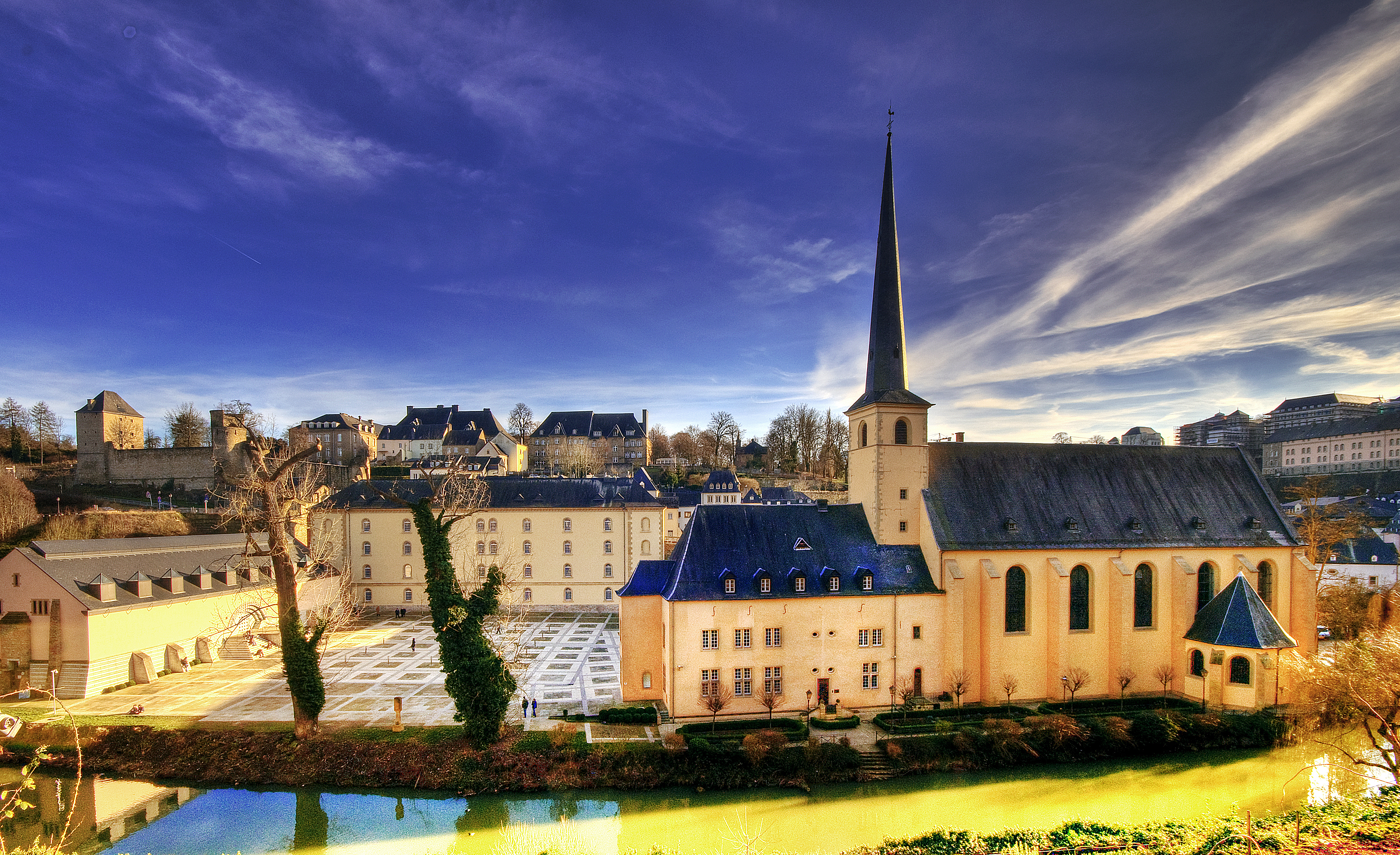
도시 전경

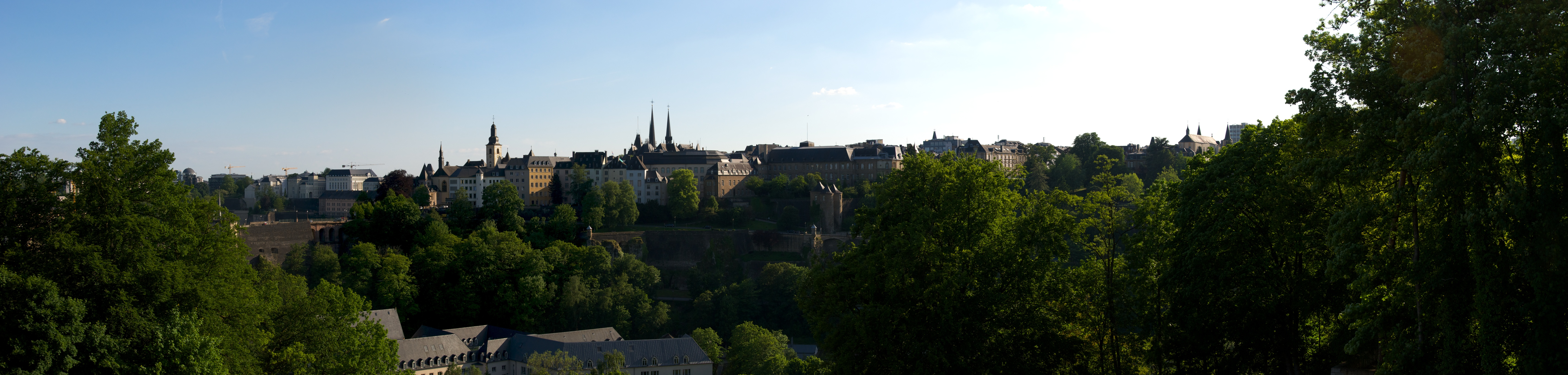
룩셈부르크 전경

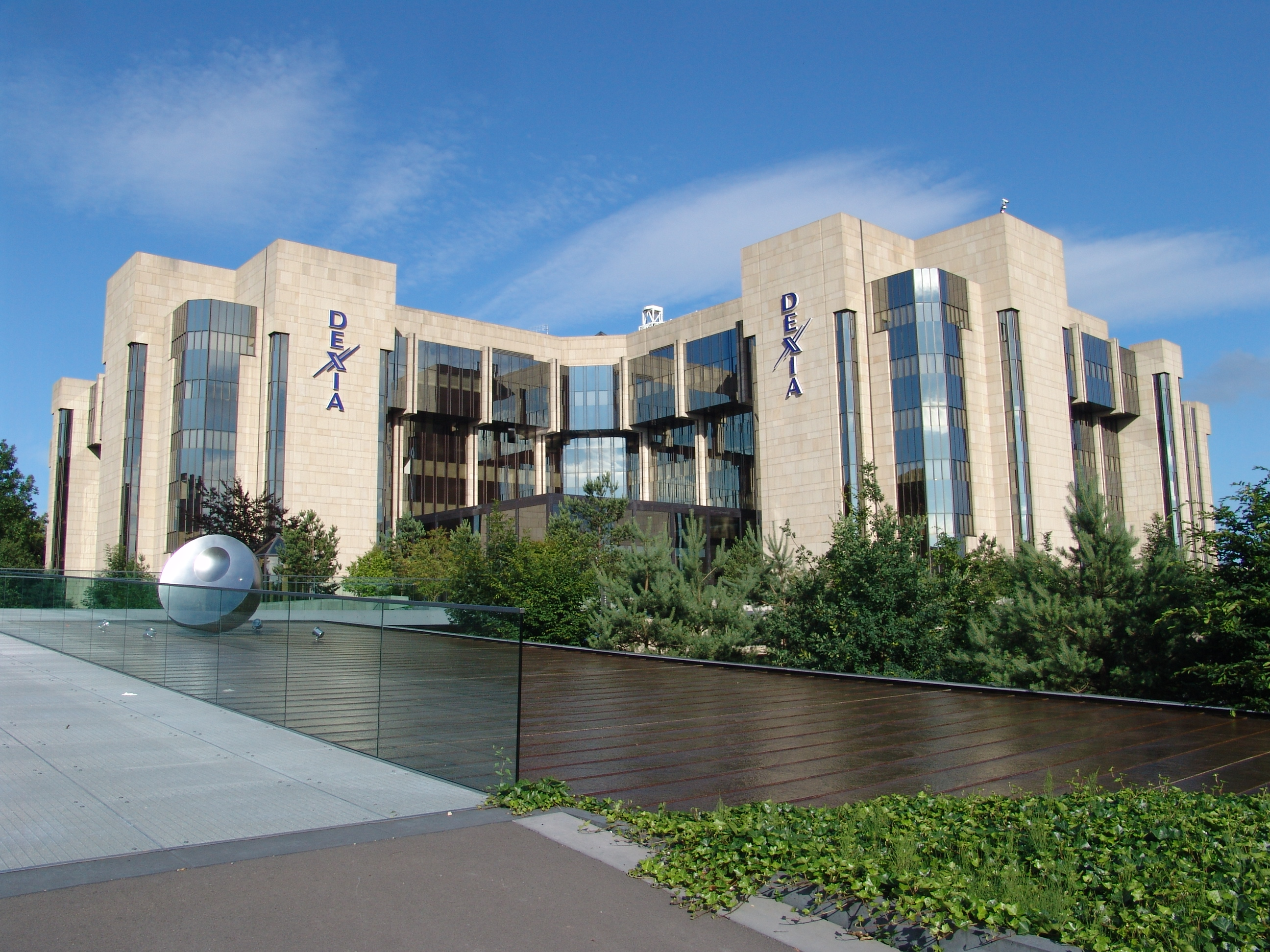
룩셈부르크의 한 은행

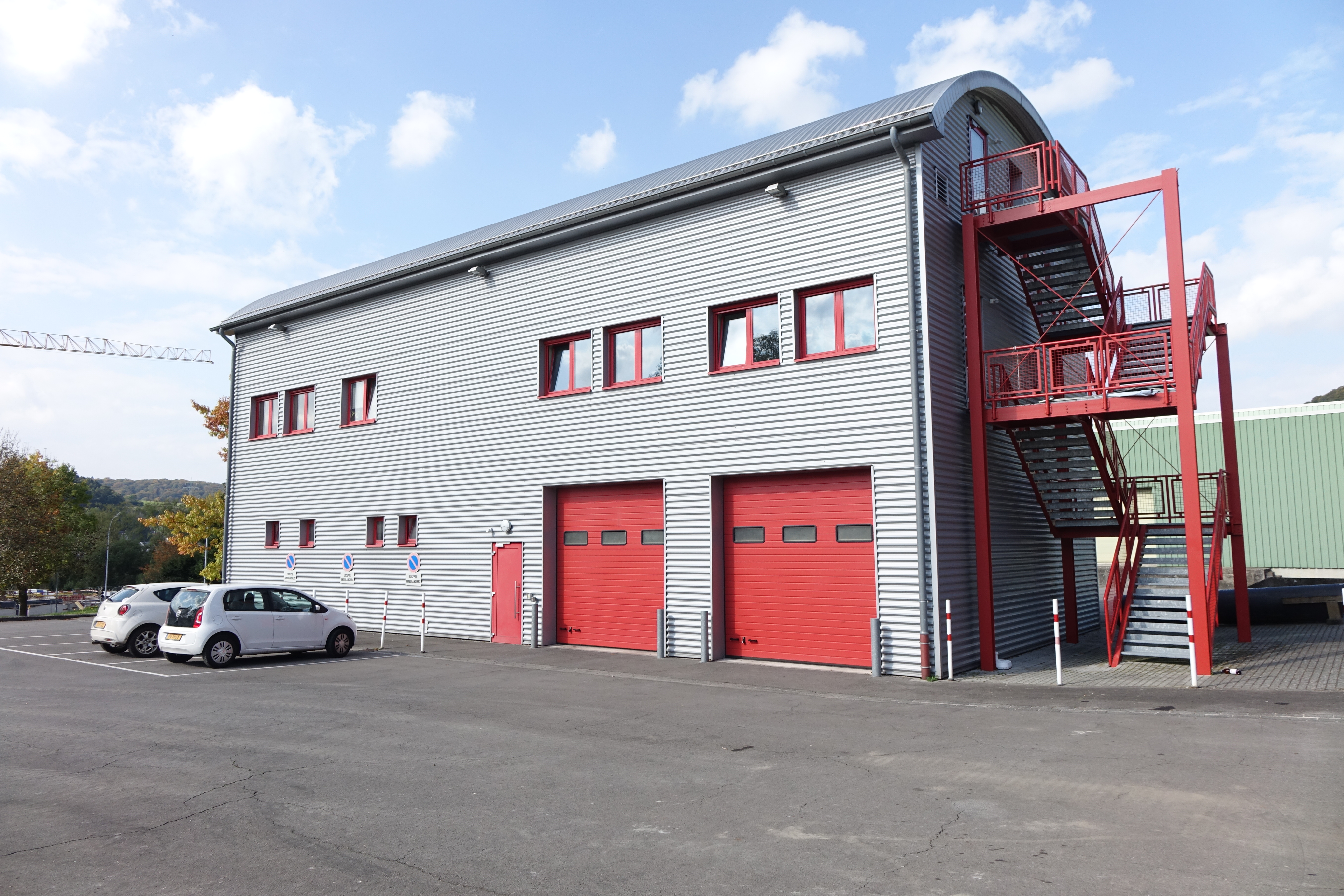
Lintgen 소방서

전통적으로 협소한 국토 때문에 이웃 나라와 유대를 굳게 하여 1843년부터 1918년에 독일과 관세 동맹을 맺고, 1921년 이후 벨기에-룩셈부르크 경제동맹, 1944년 베네룩스 경제동맹, 1952년 유럽석탄철강공동체, 1958년 유럽경제공동체 등에 가맹함으로써 소국의 불리함을 극복하고 있다. 프랑스와 국경을 따라 발달한 철강 산업은 룩셈부르크 경제의 중요한 부분을 차지한다. 철강 산업은 무역액의 29%, 국내총생산(GDP)의 1.8%, 산업고용의 22%, 노동력의 3.9%를 차지한다.
남부의 구틀란트를 중심으로 농업이 이루어져 감자, 보리, 사탕무 등을 생산하고 있으며, 독일 국경을 따라 흐르는 모젤강 연안의 포도원에서 생산하는 포도주는 특히 유명하다. 이 나라 제1의 산업인 광공업은 남서부의 뒤들랑주, 로딩겐, 에슈쉬르알제트, 디페르당주 등지에서 산출되는 철광석을 원료로 하였으나, 철광석층의 대부분이 고갈되어 프랑스의 수입에 의존한다.
이밖에 화학제품·금속제품·시멘트를 생산하며, 맥주, 담배, 낙농제품의 제조도 성하다. 그러나 석유파동 이래 세계적 경제의 혼미는 룩셈부르크의 철강업에도 큰 영향을 끼쳐 정부는 경제적 부진에서 벗어나기 위하여 외국기업유치에 노력을 기울이는 한편, 자국(自國)을 금융시장으로 부상시키려고 노력하고 있다.
현재 룩셈부르크는 은행·보험업, 철강업을 기간산업으로 하는 서비스산업국이자 공업국으로 실업률은 유럽 연합 국가 중 최저이며, 1인당 국내총생산은 세계 최고수준이다. 1998년 이후에도 제조업의 수출증가나 금융업의 호조에 의해 고성장을 유지하였다.
무역면에서는 1998년 수출 208억 달러, 수입 174억 달러이며, 주요 수출품은 금속, 기계, 전기제품, 플라스틱, 고무, 섬유 등이고 수입품은 기계류, 전기제품, 금속, 수송용 기기, 광산물품(석유 포함) 등이다. 주요 무역 상대국은 독일, 프랑스, 벨기에, 영국, 네덜란드, 이탈리아, 미국, 중국 등이다.

## 주민
게르만족이 바탕이 되고 프랑스인과의 혼혈이 있다. 포르투갈인과 이탈리아인들이 소수로 살고 있는 데, 이들은 룩셈부르크의 철강 산업의 붐이 일어날 때 노동자로 들어왔다.

## 언어
헌법상의 명시적 조항은 없고, 룩셈부르크어(이 언어는 독일어의 방언으로 규정한다), 프랑스어, 독일어가 사실상의 공용어이다.
입법 활동은 프랑스어가 독점하고, 행정 및 사법분야는 3개 언어를 사용한다. 전 국민의 97%가 익숙한 프랑스어이기에, 프랑스어사용국기구(프랑코포니)의 정회원국이다. 영어도 관광 장소에서 사용한다.

## 종교
국교는 없고, 주민 대부분은 전통적으로 로마 가톨릭교회에 속해 있다. 그러나 세속화 경향이 심하고, 외국인의 유입이 많아 무신론자나 이웃 종교 신도의 비율이 높아지고 있다. 개신교, 유대교, 정교회, 성공회, 이슬람교 등의 신자가 있다.

## 대한관계
룩셈부르크